# La patera
La Patera es el primer disco del grupo de rock español Marea, lanzado al mercado en 1999. El disco en principio iba a ser una maqueta, pero la discográfica se decidió a publicarlo.

## Lista de canciones
| La patera | La patera                                            | La patera |
| N.º       | Nombre                                               | Duración  |
| --------- | ---------------------------------------------------- | --------- |
| 01        | Marea                                                | 04:25     |
| 02        | Ya lo dijo Camarón                                   | 03:24     |
| 03        | Trasegando (con Sarai como voz)                      | 02:47     |
| 04        | No quiero ser un poeta                               | 03:33     |
| 05        | Despellejo                                           | 03:40     |
| 06        | Quejíos                                              | 04:42     |
| 07        | Lija y terciopelo                                    | 04:35     |
| 08        | Como quiere tu abuelita (con Martín Romero como voz) | 05:07     |
| TOTAL     | TOTAL                                                | 32:04     |